# Hasen-Klee
Der Hasen-Klee bzw. Hasenklee oder Ackerklee (Trifolium arvense) ist eine Pflanzenart aus der Gattung Klee (Trifolium) innerhalb der Familie der Hülsenfrüchtler (Fabaceae). 

## Beschreibung

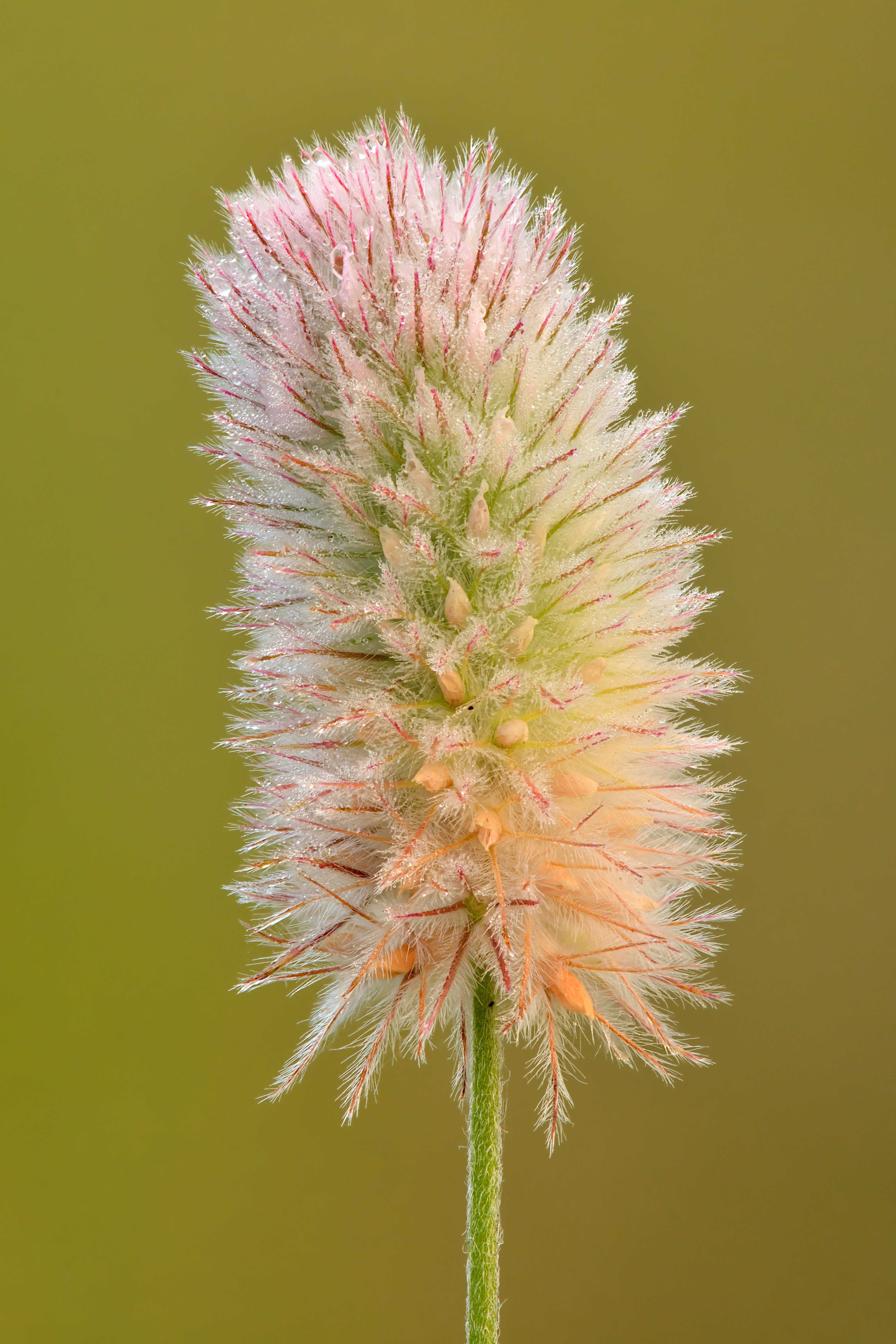
Blütenstand

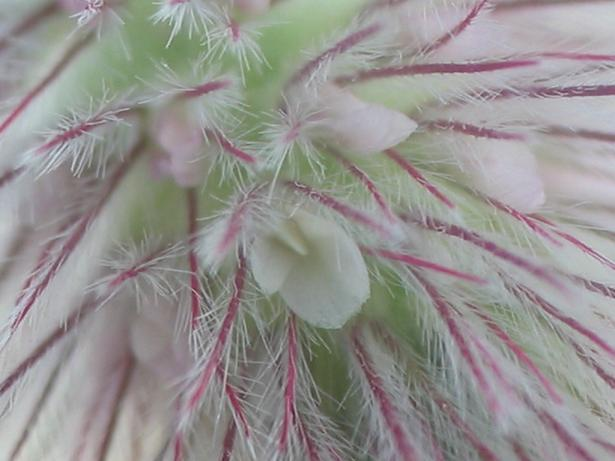
Ausschnitt eines Blütenstandes

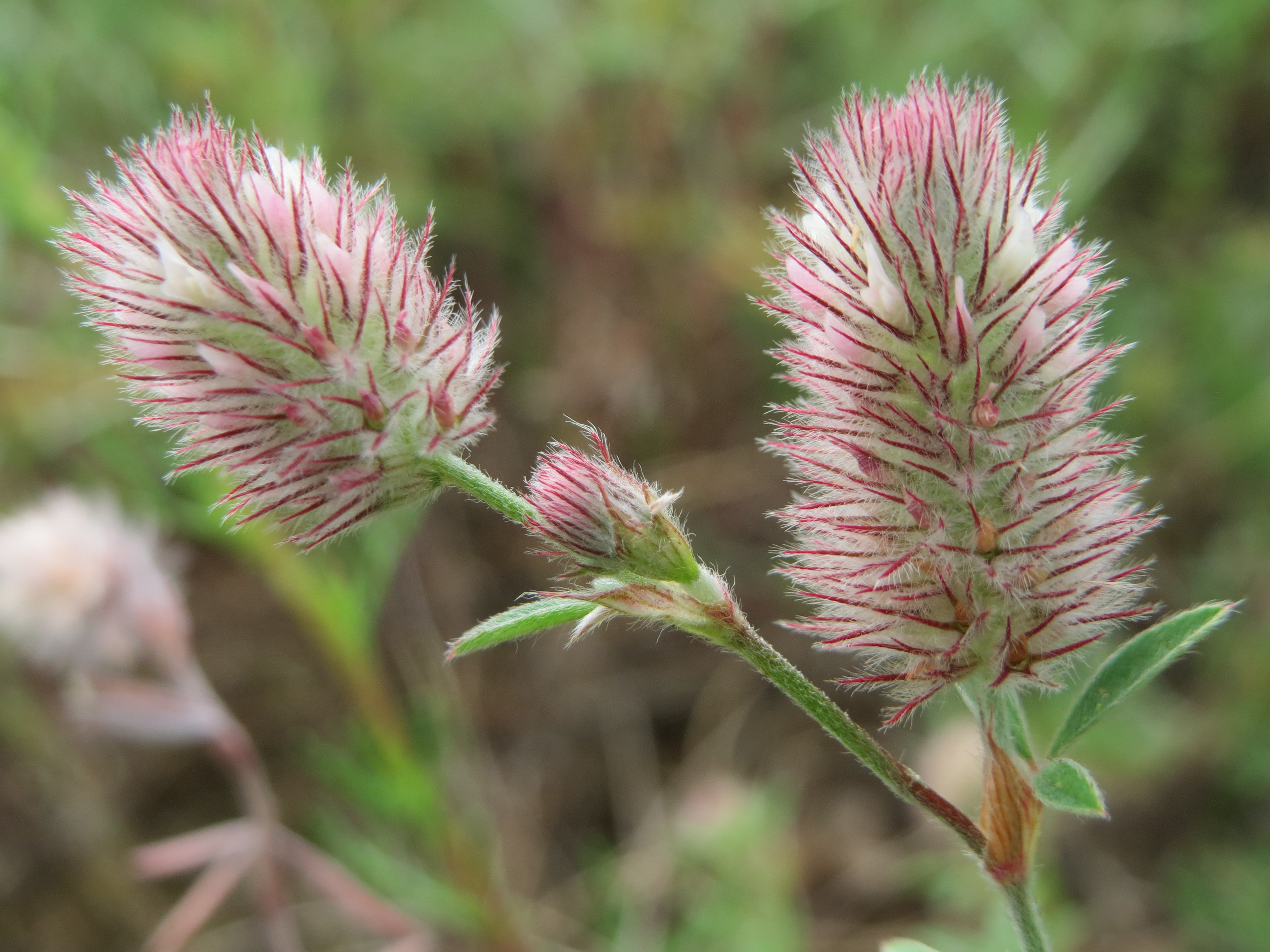
Hasen-Klee (Trifolium arvense)

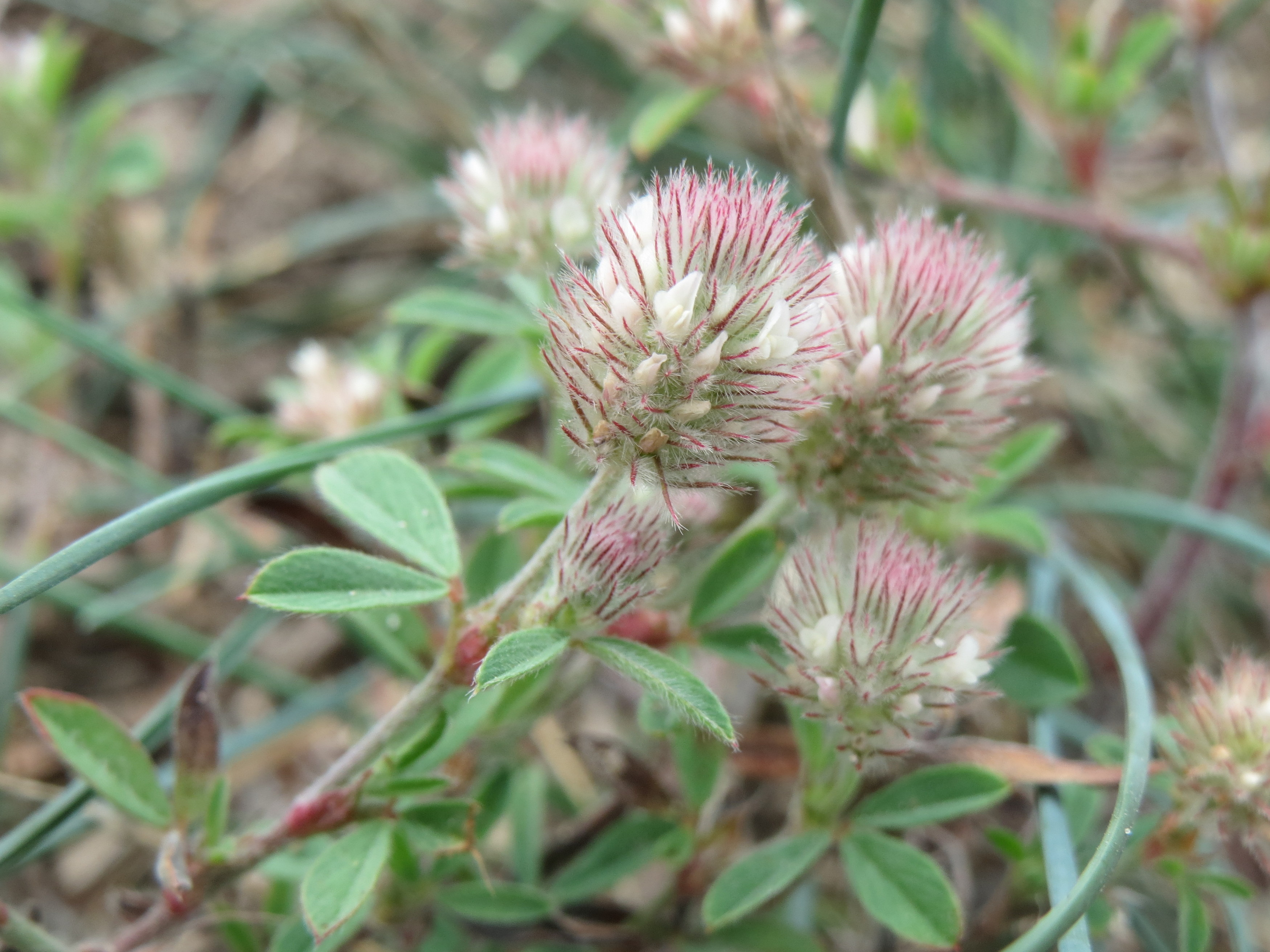
Hasen-Klee (Trifolium arvense)

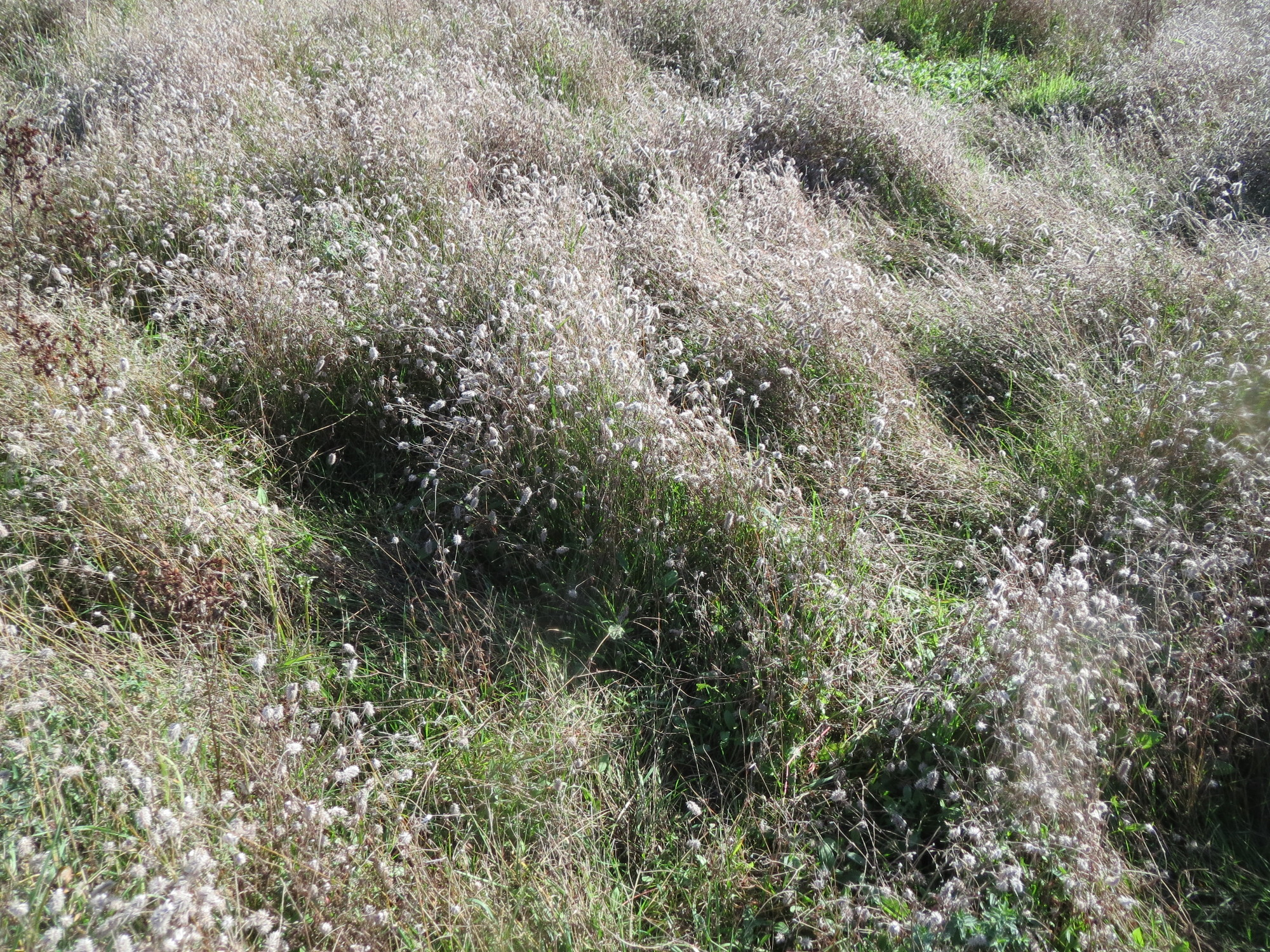
Hasen-Klee auf einem Sand-Magerrasen (Naturschutzgebiet „Gewann Frankreich-Wiesental“) am Oberrhein

Der Hasen-Klee ist eine einjährige krautige Pflanze, die Wuchshöhen von 10 bis 30 Zentimetern erreicht. Der Stängel ist aufrecht und oft ausladend verzweigt. Die Pflanzenteile sind meist stark behaart. Der Hasen-Klee besitzt oft eine ziemlich lange Pfahlwurzel. Die wechselständig angeordneten Laubblätter sind in Blattstiel und Blattspreite gegliedert. Die gefiederte Blattspreite ist dreiteilig gefingert. Die drei graugrünen Fiederblättchen sind relativ schmal, sie sind 1 bis 2 Zentimeter lang und 2 bis 4 (bis 5) Millimeter breit. Die Nebenblätter sind aus einem lanzettlichen Grund lang pfriemenförmig zugespitzt. Der Blattstiel ist oft zwischen den Nebenblättern verborgen.
Man kann den Hasen-Klee von den anderen Klee-Arten gut durch die rosaroten, behaarten köpfchenförmigen Blütenstände unterscheiden. Die Blütezeit ist Mai bis Juli. Die lang gestielten, köpfchenförmigen Blütenstände des Hasen-Klees sind etwa 1 cm breit und 1 bis 2 cm hoch. Die Blüten sind ungestielt. Die zwittrigen Blüten sind zygomorph und fünfzählig mit doppelter Blütenhülle. Die fünf Kelchblätter sind zu einem 5 bis 7 mm langen, lang zottig behaarten und rötlichen Kelch verwachsen. Die fünf Kronblätter sind nicht alle verwachsen, sie sind zunächst weiß, später blassrosa. Die Blütenkrone besitzt die typische Form der Schmetterlingsblüte und ist kürzer oder höchstens gleich lang wie der Kelch. Hierdurch entsteht das charakteristische rosarote und zottige Aussehen der Blütenköpfchen. Von den zehn Staubblättern sind neun miteinander verwachsen. 
Die 1 bis 1,5 mm lange und 0,5 bis 1 mm breite Hülsenfrucht springt wenig auf und enthält nur ein bis zwei Samen.
Die Chromosomenzahl beträgt 2n = 14.

## Ökologie
Der Hasen-Klee ist ein Therophyt. Er wurzelt bis 40 Zentimeter tief.
Blütenökologisch handelt es sich um nektarführende Schmetterlingsblumen mit Klappmechanismus. Die Bestäubung erfolgt durch Bienen und Hummeln, seltener durch Schmetterlinge, Sandwespen und Fliegen; auch spontane Selbstbestäubung ist erfolgreich. 
Diasporen (Ausbreitungseinheit) sind zunächst die von den auffällig fedrig behaarten Kelchen umhüllten Hülsenfrüchte; diese dienen als Flugorgan und sind ausgeprägte Schopfflieger. Da die Haare hygroskopische Bewegungen ausführen, ist auch eine Haftausbreitung möglich. Später werden die Samen entlassen und breiten sich so weiter aus.

## Vorkommen
Der Hasen-Klee ist ein europäisch-westasiatisches Florenelement. Er kommt fast in ganz Europa und rund ums Mittelmeer vor und fehlt nur in Island. Das Areal des Hasen-Klee erstreckt sich vom nordwestlichen Afrika im Süden bis Großbritannien und Skandinavien im Norden; östlich erstreckt sich sein Verbreitungsgebiet bis ins südliche Russland, Westsibirien, und den nördlichen Iran. Der Hasen-Klee ist in weiten Teilen der Welt ein Neophyt.
Er fehlt in den mitteleuropäischen Mittelgebirgen mit kalkhaltigem Gestein, in den höheren Mittelgebirgen, im Alpenvorland und in den Alpen etwa oberhalb 1000 Metern gebietsweise; sonst kommt er in Mitteleuropa zerstreut vor. Er gedeiht in Mitteleuropa in Gegenden mit relativ mildem Klima. In Graubünden und im Wallis wurde die Art noch bei 1650 Metern Meereshöhe beobachtet.
Der Hasen-Klee besiedelt in Mitteleuropa ziemlich häufig lückige Magerrasen, Sandfelder und Felsköpfe, Wegränder, Sandwege und Dämme, in Brachland und Äcker (beispielsweise Hackfruchtäcker). Der Hasen-Klee gedeiht am besten auf lockeren feinerdearmen, ziemlich trockenen, kalkarmen und daher etwas bis mäßig sauren, rohen, sandigen oder steinig-grusigen Böden.
Nach Ellenberg ist er eine Lichtpflanze, ein Trockniszeiger, stickstoffärmste Standorte anzeigend und in Mitteleuropa eine Klassencharakterart lockerer Sand- und Felsrasen (Sedo-Scleranthetea). Er kommt aber auch in Gesellschaften des Verbands Aperion vor oder in lückigen Gesellschaften der Klasse Festuco-Brometea, ist aber im Mittelmeergebiet eine Art der Ordnung Helianthemetalia guttati.
Die ökologischen Zeigerwerte nach Landolt et al. 2010 sind in der Schweiz: Feuchtezahl F = 1+ (trocken), Lichtzahl L = 4 (hell), Reaktionszahl R = 2 (sauer), Temperaturzahl T = 4 (kollin), Nährstoffzahl N = 2 (nährstoffarm), Kontinentalitätszahl K = 4 (subkontinental), Salztoleranz 1 = tolerant.

## Systematik
Die Erstveröffentlichung von Trifolium arvense erfolgte 1753 durch Carl von Linné in Species Plantarum, Tomus 2, S. 769. 
Trifolium arvense gehört zur Untersektion Arvensia  aus der Sektion Trifolium in der Gattung Trifolium.

## Namensherkunft und Verwendung
Der Name Hasen-Klee (oder Hasenklee), lateinisch früher auch griechisch λαγώπποους und lateinisch Leporis pes oder Pes leporis („Hasenfuß“) genannt, soll ausdrücken, dass diese Pflanzenart nicht als Futterpflanze für Nutztiere geeignet ist, sondern „nur für Hasen“. Tatsächlich verschmähen Kühe die harten und bitteren Stängel.  Der Hasen-Klee enthält Gerbstoffe und wird wegen der harten und bitteren Stängel von Nutztieren gemieden (geringer Futterwert). Volkstümlich wird er auch als Ackerklee, Katzenklee und Mäuseklee bezeichnet, sowie, wegen seiner Wirkung gegen Durchfall, als „Stopfarsch“. Volkstümliche Namen sind Katzenklee, Kätzchen, Katzepfuut, Miezchenklee, Miezethee, Feldmiezlan, Zerrmaukel, Maukel, Katze, Mau(n)za(r)l, Buseli, Haseklee, Wildhäschen, Hasenpfoten, Hâsensteert, Muusklewer, Meisklee, Brinkrain, Steenklewer, Stoppars, Stuupzu, Stoppsloch. Der Hasen-Klee ist für Trockensträuße zu empfehlen, da die Kelchhaare den Blütenköpfchen ein dekoratives, kätzchenartiges Aussehen verleihen. Der Hasen-Klee ist als Zierpflanze für Wildpflanzengärten auf Silikatböden geeignet.
Der Hasen-Klee wird auch als Heilpflanze genutzt. Wegen seiner Gerbstoffe sollte er nicht in größeren Mengen verzehrt werden. In Antike und Mittelalter fand Leporis pes Verwendung „um den Magen zu lösen“ und (Ad profluvium mulierus) zur Herbeiführung der Monatsblutung. Als „Lagopus“ empfahl Dioskurides den Katzenklee bei Durchfall. Lonicerus‘ Kreuterbuch 1564 schildert ihn für Blase, Durchfall und Weißfluss, äußerlich gegen Sonnenbrand, ebenso Matthiolus‘ New-Kreuterbuch 1626, wobei roter Klee die Menses stille, weißer verflüssige. Er wurde um 1830 bei Cholera benutzt. Laut Madaus kennt die Volksmedizin Katzenklee bei Durchfall und als Brusttee. In der Praxis nutze man Trifolium arvense bei Diarrhöe, Dysenterie, Fluor albus, in Einzelfällen Diabetes mellitus, Salivation mit Pankreasleiden, aber auch wie Trifolium pratense bei Atembeschwerden.